# Wolfgang Sandberger

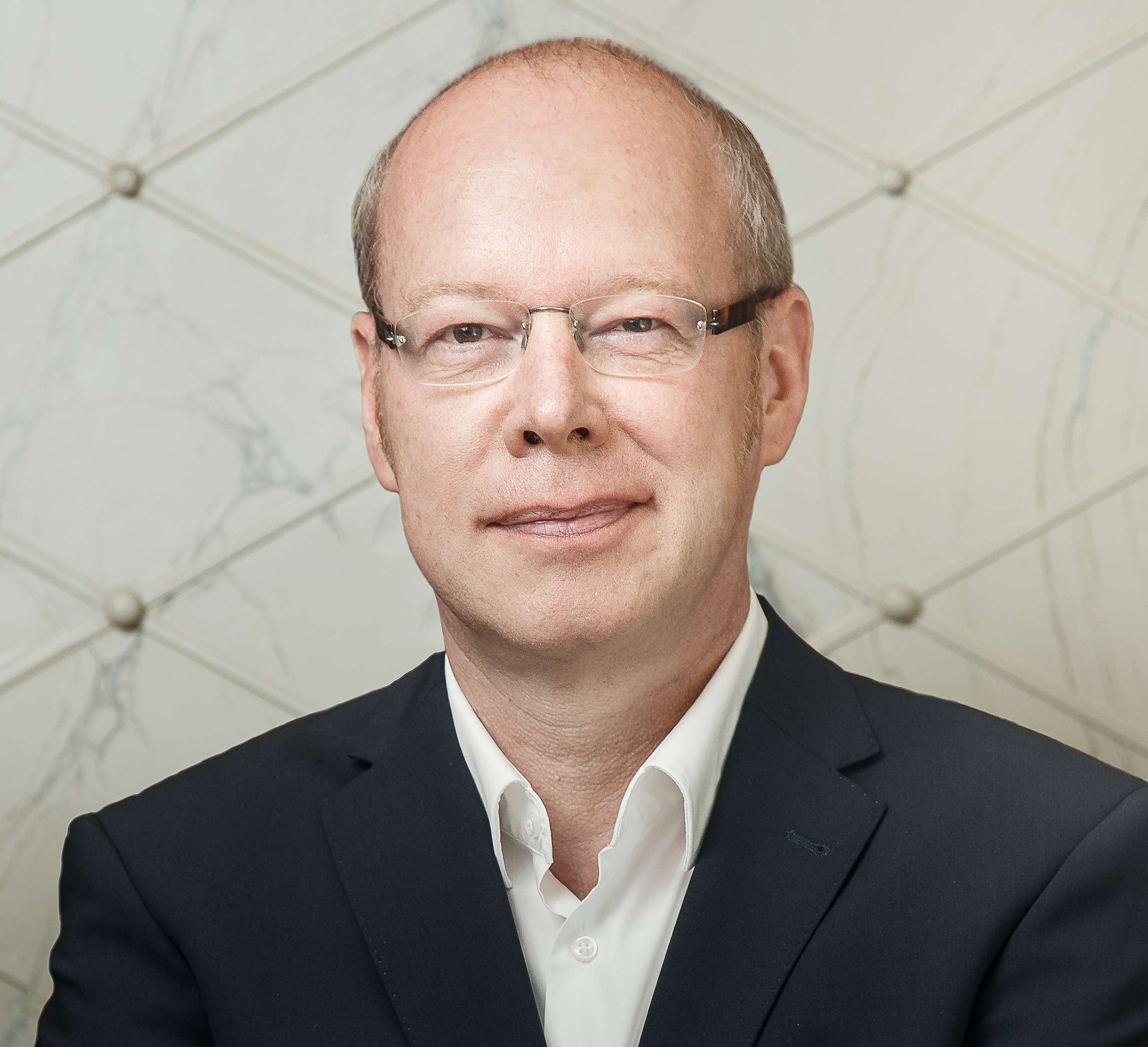
Wolfgang Sandberger (2018)

Wolfgang Sandberger (* 12. September 1961 in Weingarten, Baden-Württemberg) ist ein deutscher Musikwissenschaftler und seit Januar 2025 Vorsitzender des Stiftungsvorstandes der Possehl-Stiftung. Von 1999 bis 2024 war er Professor für Musikwissenschaft und Leiter des Brahms-Instituts an der Musikhochschule Lübeck.

## Leben
Wolfgang Sandberger studierte zunächst am Konservatorium Osnabrück / Musikhochschule Hannover Violoncello (bei Eckhard Stahl). Nach dem Diplom 1986 folgte ein Studium der Musikwissenschaft (bei Hans Joachim Marx), Philosophie (bei Klaus Oehler) und Geschichte (bei Bernd-Jürgen Wendt) an den Universitäten in Münster und Hamburg (Magister). 1995 wurde er mit einer Arbeit über „Das Bach-Bild Philipp Spittas“ promoviert. Seine Dissertation wurde mit dem Preis der Joachim Jungius-Gesellschaft der Wissenschaften ausgezeichnet. 1999 erhielt er einen Ruf an die Musikhochschule Lübeck und war seitdem auch Leiter des Brahms-Instituts. Seit dem 1. Januar 2025 ist Wolfgang Sandberger Vorsitzender des Stiftungsvorstandes der Possehl-Stiftung.
Zwischen 1993 und 2003 war er fester freier Mitarbeiter beim NDR (mit ca. 150 Sendungen im Jahr). Von 1998 bis 1999 übernahm er Redaktionsvertretungen beim WDR in den Abteilungen „Alte Musik“ und „Feature“. Seitdem ist er Autor und Moderator bei verschiedenen ARD-Anstalten.
2022 wurde er zum Mitglied der Academia Europaea gewählt.
Publikationen erschienen zur Musikgeschichte des 17. bis 21. Jahrhunderts, Hauptarbeitsgebiete sind dabei neben dem Schwerpunkt Johannes Brahms biografisch-historische, rezeptionshistorische und wissenschaftsgeschichtliche Fragestellungen.
Sandberger ist verheiratet mit der Sängerin Juliane Sandberger, geb. Harder und hat mit ihr gemeinsam drei Töchter. Sandberger ist in zweiter Linie Großneffe von Adolf Sandberger.

## Wirken
Im Mittelpunkt von Sandbergers Arbeit stand von 1999 bis 2024 das Brahms-Institut an der Musikhochschule Lübeck. Neben seinen Forschungsbeiträgen zu Johannes Brahms realisierte er hier als Projektleiter mehrere Erschließungsprojekte sowie das DFG-Projekt „Brahms-Briefwechsel-Verzeichnis“ (2006–2009). Seit 2003 widmete er sich zudem intensiv der Digitalisierung der Sammlung. Unter seiner Leitung konnten mehr als 40.000 Digitalisate der Öffentlichkeit zur Verfügung gestellt werden. Federführend verantwortete er zahlreiche Ausstellungen des Instituts, die in den Katalogen, erschienen beim Verlag edition text + kritik in München, dokumentiert sind.
Sandberger engagiert sich in vielfältiger Weise auch in der Musikvermittlung. Als Autor und Moderator ist er derzeit für verschiedene ARD-Anstalten tätig, aktuell in den Sendungen „Musikstunde“ bei SWR2 und „Klassikforum“ bei WDR 3. Er berät verschiedene Festivals wie die Internationalen Händel-Festspiele Göttingen und war von 2013 bis 2024 Projektleiter des Brahms-Festivals der Musikhochschule Lübeck. Von 2014 bis 2022 konzipierte er das jährliche Festival-Symposium des Schleswig-Holstein Musik Festivals.
Sandberger ist Vorstandsvorsitzender der Göttinger Händel-Gesellschaft, Stellvertretender Vorsitzender der Musikgeschichtlichen Kommission, Vorstandsmitglied und Wissenschaftlicher Beirat der Johannes-Brahms-Gesamtausgabe München, Stellvertretender Vorstandsvorsitzender der Brahms-Gesellschaft Schleswig-Holstein, Aufsichtsrat der Internationalen Händel-Festspiele Göttingen, Vorstandsmitglied der Internationalen Dieterich-Buxtehude-Gesellschaft Lübeck und war bereits vor seiner Ernennung zum Vorsitzenden Mitglied im Stiftungsvorstand und im Arbeitsausschuss der Possehl-Stiftung.

## Veröffentlichungen (Auswahl)
Als Autor
- Das Bach-Bild Philipp Spittas. Ein Beitrag zur Bach-Rezeption im 19. Jahrhundert [Beihefte zum Archiv für Musikwissenschaft hg. v. Hans Heinrich Eggebrecht in Verbindung mit Reinhold Brinkmann, Ludwig Finscher, Kurt von Fischer, Wolfgang Osthoff u. Albrecht Riethmüller, Bd. XXXIX]. Franz Steiner Verlag, Stuttgart 1997. ISBN 978-3515070089.
- Bach 2000 – 24 Inventionen über Johann Sebastian Bach. Metzler-Verlag, Stuttgart 1999. ISBN 978-3476016706. (in zahlreichen Sprachen erschienen, u. a. auf Englisch, Französisch, Spanisch, Japanisch; erschien auch als 24-teilige Hörfunk-Reihe beim NDR, ORB, WDR, SWR)
- Imagination und Kanon. Der ‚Komponistenhimmel‘ in der Zürcher Tonhalle von 1895. Zweihundertstes Neujahrsblatt der Allgemeinen Musikgesellschaft Zürich auf das Jahr 2016. Amadeus Vertrieb Barbara Päuler, Winterthur 2016. ISBN 978-3905075236.

Als Herausgeber
- Veröffentlichungen des Brahms-Instituts an der Musikhochschule Lübeck. Bd. I–XII, Edition text + kritik, Lübeck u. München.
- (seit 2006 mit Hans Joachim Marx/Laurenz Lütteken): Göttinger Händel-Beiträge. Bd. XI–XX, Vandenhoeck & Ruprecht, Göttingen.
- (in Zusammenarbeit mit der Kulturstiftung der Länder, Berlin): „Liebesgluth“ Op. 47, Nr. 2 von Johannes Brahms. Autograph für das Brahms-Institut an der Musikhochschule Lübeck [Patrimonia 292]. Lübeck 2015. ISSN 0941-7036.
- (mit Maren Golz u. Christiane Wiesenfeldt): Spätphase(n)? Johannes Brahms’ Werke der 1880er und 1890er Jahre. Internationales musikwissenschaftliches Symposion Meiningen 24. bis 26. September 2008. Henle, München 2010. ISBN 978-3873281257.
- Brahms-Handbuch. J. B. Metzler, Stuttgart 2009. ISBN 978-3476022332.
- (mit Christiane Wiesenfeldt): Musik und Musikforschung. Johannes Brahms im Dialog mit der Geschichte. Bärenreiter, Kassel 2007. ISBN 978-3761821015.
- Bach, Lübeck und die norddeutsche Musiktradition. Bericht über das Internationale Symposion der Musikhochschule Lübeck April 2000. Bärenreiter, Kassel 2002. ISBN 978-3761815854.
- (in Zusammenarbeit mit der Kulturstiftung der Länder, Berlin): Musikhandschriften und Briefe aus dem Familienarchiv Avé-Lallemant [Patrimonia 197]. Lübeck 2001. ISSN 0941-7036.